# Kach et Kahane Chai
Kach (hébreu : כ"ך) est un parti israélien nationaliste-religieux fondé par le rabbin américain Meir Kahane. Il adhère à une version très radicale d'un courant de pensée ancien du sionisme, le sionisme religieux. existant de 1971 à 1994.  Il est interdit en 1994 par le gouvernement israélien au titre des lois anti-terroristes. L'organisation est placée sur la liste officielle des organisations terroristes du Canada et des États-Unis et l'est jusqu'en 2009 sur celle de l'Union européenne mais n'y apparait plus en 2010.

## Idéologie
Ses principales idées sont les suivantes.

### Le Grand Israël
L'ensemble de Eretz Israël (Israël dans ses frontières bibliques) doit devenir juif, non seulement par un éventuel droit historique des Juifs sur cette terre, mais aussi parce que c'est un « commandement divin ». Kach soutient donc une politique d'implantations juives massives en Cisjordanie (Judée-Samarie) et dans la bande de Gaza. « It is also the ultimate desecration to G-d's name to surrender the land G-d promised us » (« C'est l'ultime profanation du nom de Dieu que d'abandonner la terre que Dieu nous a promise »).

### Démographie juive
Les Arabes n'ont aucun droit sur cette terre et doivent la quitter. L'objectif est donc le « transfert » des Arabes (y compris ceux qui ont la nationalité israélienne et qui seraient hostiles) vers les pays arabes.

### État religieux
L'État juif doit être fondé sur la loi religieuse, la Halakha. « The court-system would no longer favor secular law before Torah law » (« Le système judiciaire ne favorisera pas plus longtemps la loi laïque par rapport à la loi de la Torah »).
Recours possible à la violence : la violence est légitime pour assurer l'unité de la terre d'Israël.

## Résultats électoraux

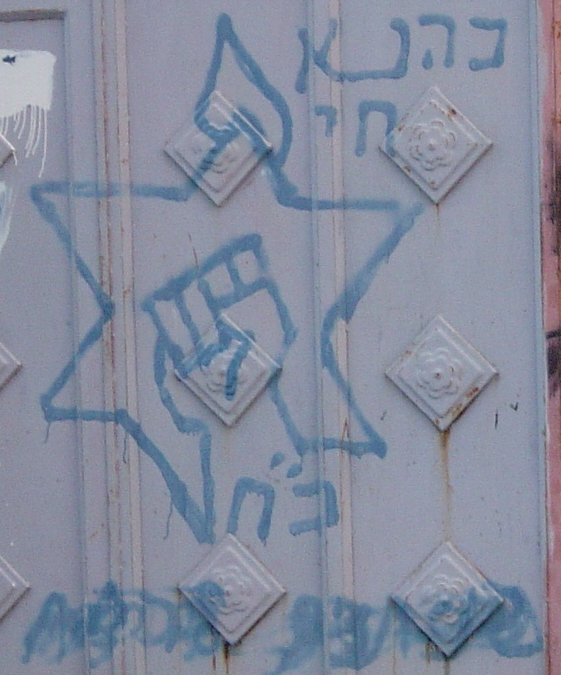
Graffiti du Kach à Hébron. Les mots en haut à droite signifient « Kahane Chai ». Le poing levé dans l'Étoile de David est le logo du parti.

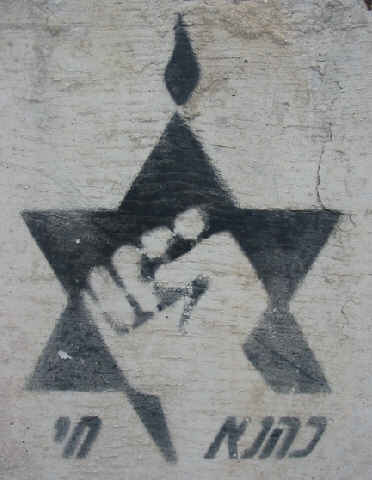
Logo du Kach.

Le rabbin Kahane immigre en Israël en 1971. En 1973, Kach se présente pour la première fois aux élections de la Knesset, sans obtenir de siège. Kach se présentera de nouveau en 1977 et 1981, sans succès.
En 1984, Kach se présente de nouveau, et remporte un siège, celui du rabbin Kahane lui-même.
En 1985, inquiète devant la montée du Kach, la Knesset a adopté un amendement à la loi sur la Knesset interdisant aux partis prônant le racisme de se présenter. Meir Kahane est resté député jusqu'en 1988, mais son parti et lui-même n'ont pas eu le droit de se présenter aux élections suivantes et ce dès 1988.
À compter de 1988, le Kach continue à exister, mais comme un groupe radical extra-parlementaire, surtout implanté dans les colonies israéliennes sionistes religieuses les plus dures.

## Assassinat du rabbin Meir Kahane
Meir Kahane est assassiné lors d'une réunion publique aux États-Unis en 1990. Le principal suspect, l'égyptien El Sayyid Nosair est acquitté du meurtre par manque de preuve, mais condamné pour possession d'armes.

## Scission
Après l'assassinat du rabbin, le mouvement se scinde en deux, Kach et Kahane Chai (littéralement « Kahane est vivant »).
Kach est d'abord dirigé par le rabbin Avraham Toledano, puis par Baruch Marzel (en), de la colonie de Hébron.
Kahane Chai est dirigé par le fils de Meir Kahane, Binyamin Ze'ev Kahane, de la colonie de Kfar Tapuach (en), jusqu'en 2000. À cette date, lui et sa femme sont assassinés par des Palestiniens, lors du début de la seconde Intifada.
Les deux organisations se sont séparées sur des problèmes de personnes plus que sur des divergences idéologiques.

## Interdiction
En 1994, en opposition aux accords d'Oslo, un militant et colon nationaliste religieux radical, Baruch Goldstein, qui se présentait comme un disciple du rabbin Kahane, massacre 29 fidèles musulmans qui priaient dans le tombeau des Patriarches, à Hébron.
À la suite du massacre du tombeau des Patriarches, les autorités israéliennes (sous le gouvernement de Yitzhak Rabin) décident d'interdire, au titre des lois anti-terroristes, Kach et Kahane Chai.
À partir de cette date, les deux organisations vivent dans une semi-clandestinité. Plusieurs de leurs dirigeants seront emprisonnés sans jugement pour quelques semaines ou quelques mois (toujours au titre des lois anti-terroristes)[réf. nécessaire].
Il y aura quelques résurgences, surtout autour de sites internet : The Kahane Movement, et The New Kach Movement. Ces micro-organisations apparaissent sur la liste des organisations terroristes du gouvernement américain : American Friends Of The United Yeshiva Movement, American Friends Of Yeshivat Rav Meir, Dikuy Bogdim, Dov, Forefront Of The Idea, Friends Of The Jewish Idea Yeshiva, Jewish Legion, Judea Police, Judean Congress, Kahane Tzadak, Kahane.Org, Kahanetzadak.Com, Kfar Tapuah Fund, Koach, Meir's Youth, New Kah Movement, Newkach.Org, No'ar Meir, Repression Of Traitors, State Of Judea, Sword Of David, The Committee Against Racism And Discrimination, The Hatikva Jewish Identity Center, The International Kahane Movement, The Judean Legion, The Judean Voice, The Qomemiyut Movement, The Rabbi Meir David Kahane Memorial Fund, The Voice Of Judea, The Way Of The Torah, The Yeshiva Of The Jewish Idea, Yeshivat Harav Meir.
Lors des élections législatives de 2006, Baruch Marzel a présenté sa propre liste sous l'égide du parti qu'il a fondé, Hazit (Front National juif). Ce parti obtiendra quasiment 25 000 voix, mais c'est un nombre insuffisant pour que Marzel soit élu à la Knesset.
Malgré la désignation du Kach comme organisation terroriste certains de ses membres sont appelés à de hautes responsabilités politiques sous le gouvernement Netanyahou depuis 2022. Ainsi, Itamar Ben-Gvir est nommé ministre de la Sécurité nationale et Yechiel Leiter ambassadeur aux Etats-Unis.